# Asterorhombus fijiensis
Asterorhombus fijiensis är en fiskart som först beskrevs av Norman, 1931.  Asterorhombus fijiensis ingår i släktet Asterorhombus och familjen tungevarsfiskar. Inga underarter finns listade.